# Petrophytum caespitosum
Petrophytum caespitosum là loài thực vật có hoa trong họ Hoa hồng. Loài này được (Nutt.) Rydb. miêu tả khoa học đầu tiên năm 1900.

## Hình ảnh

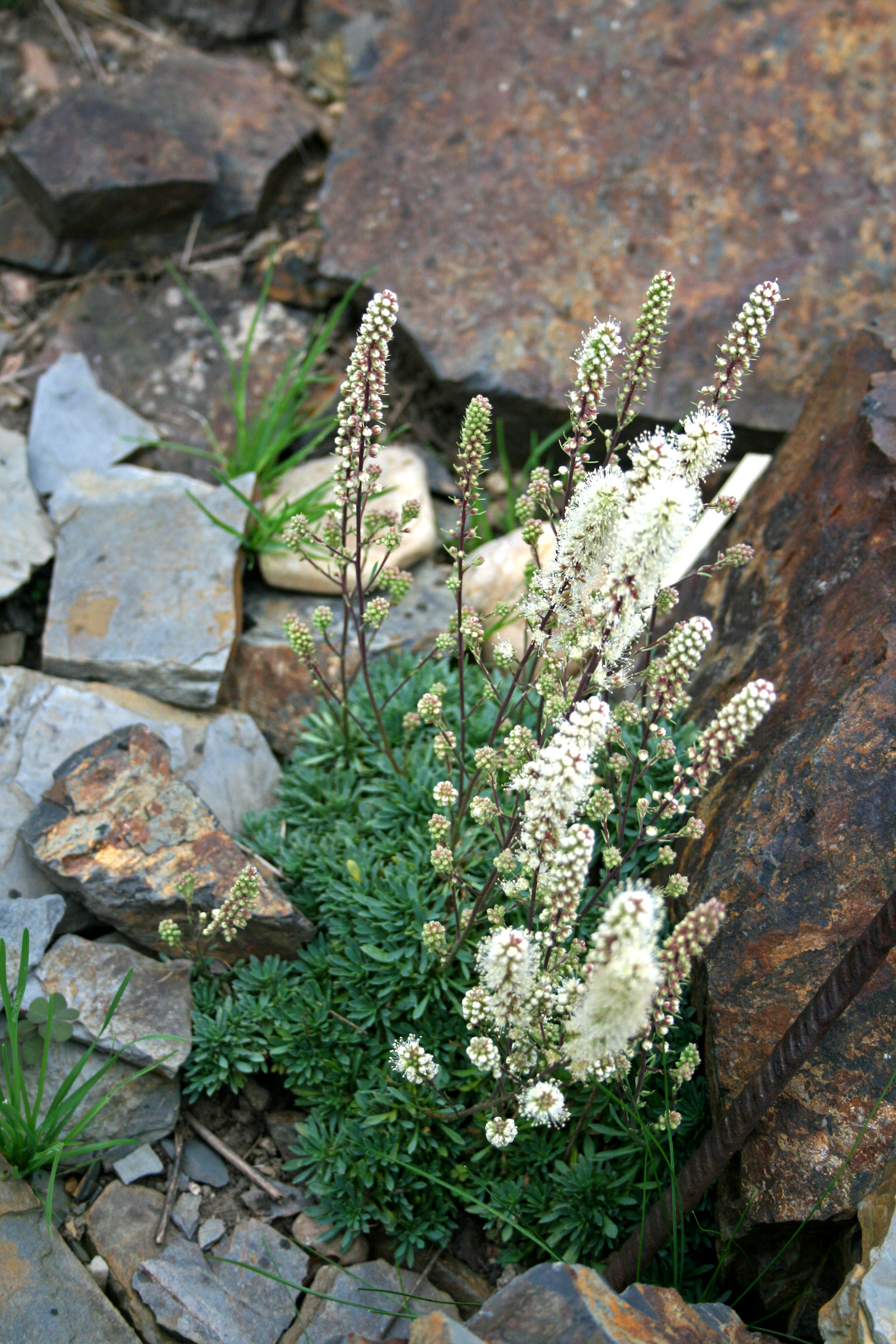
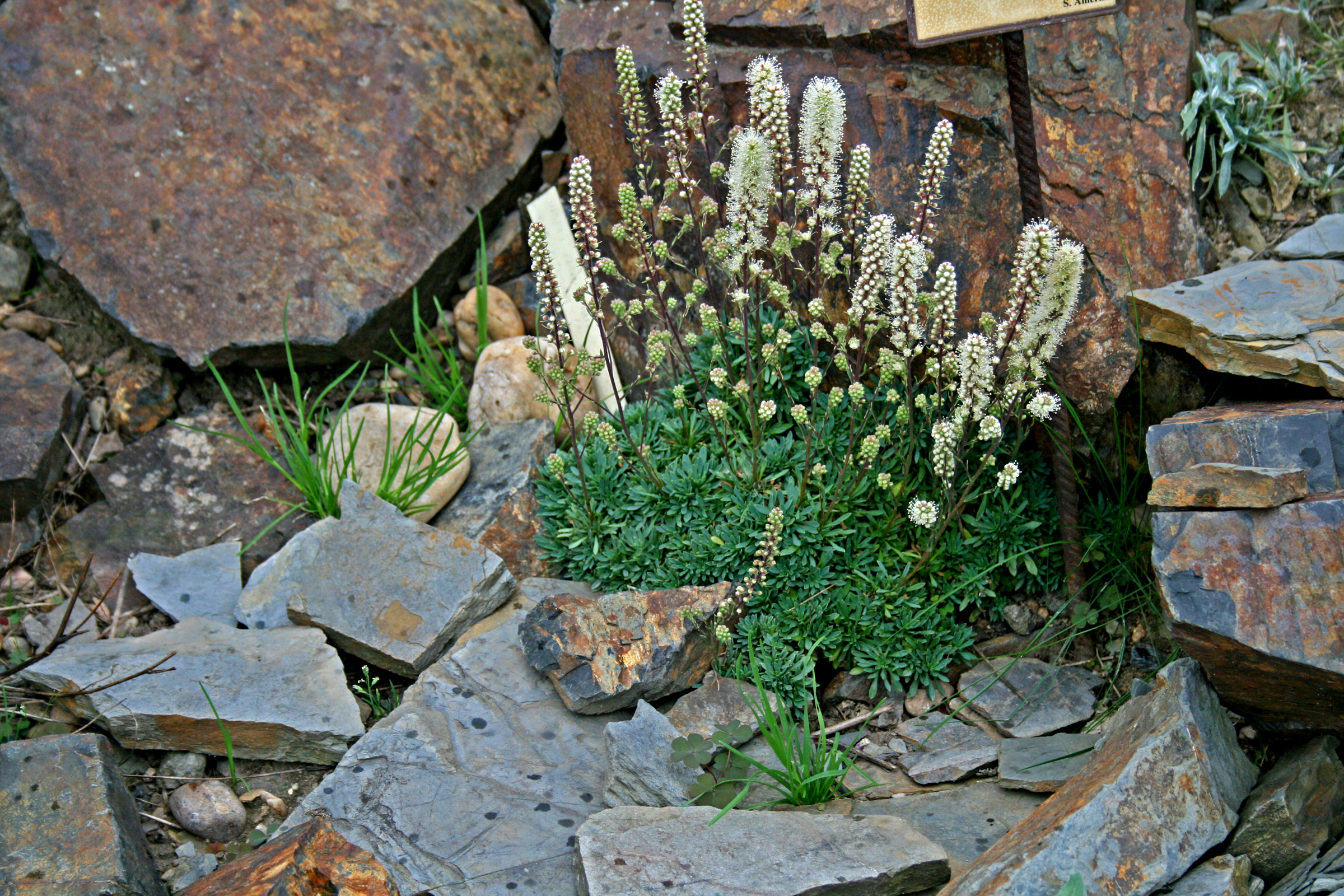
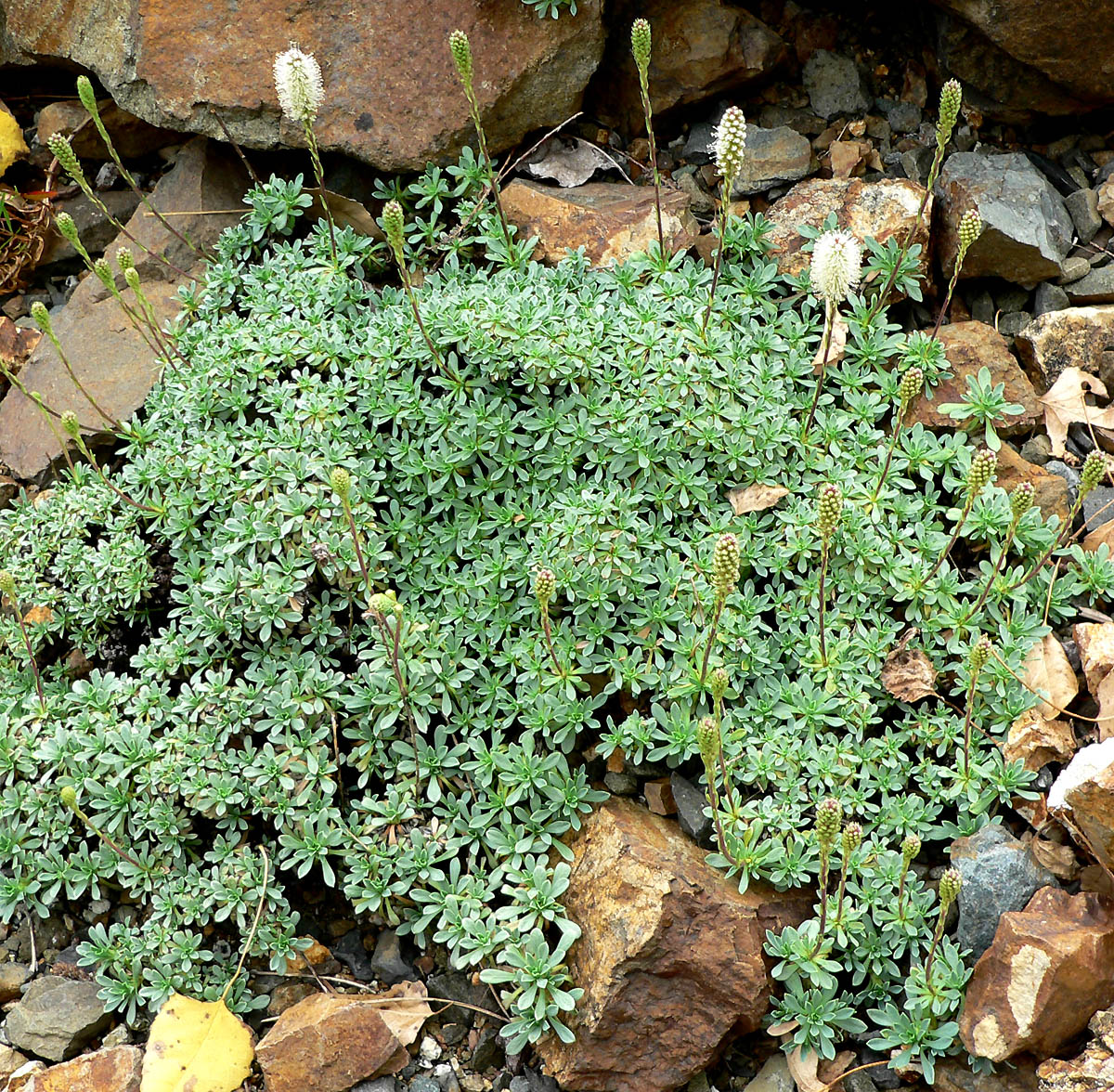
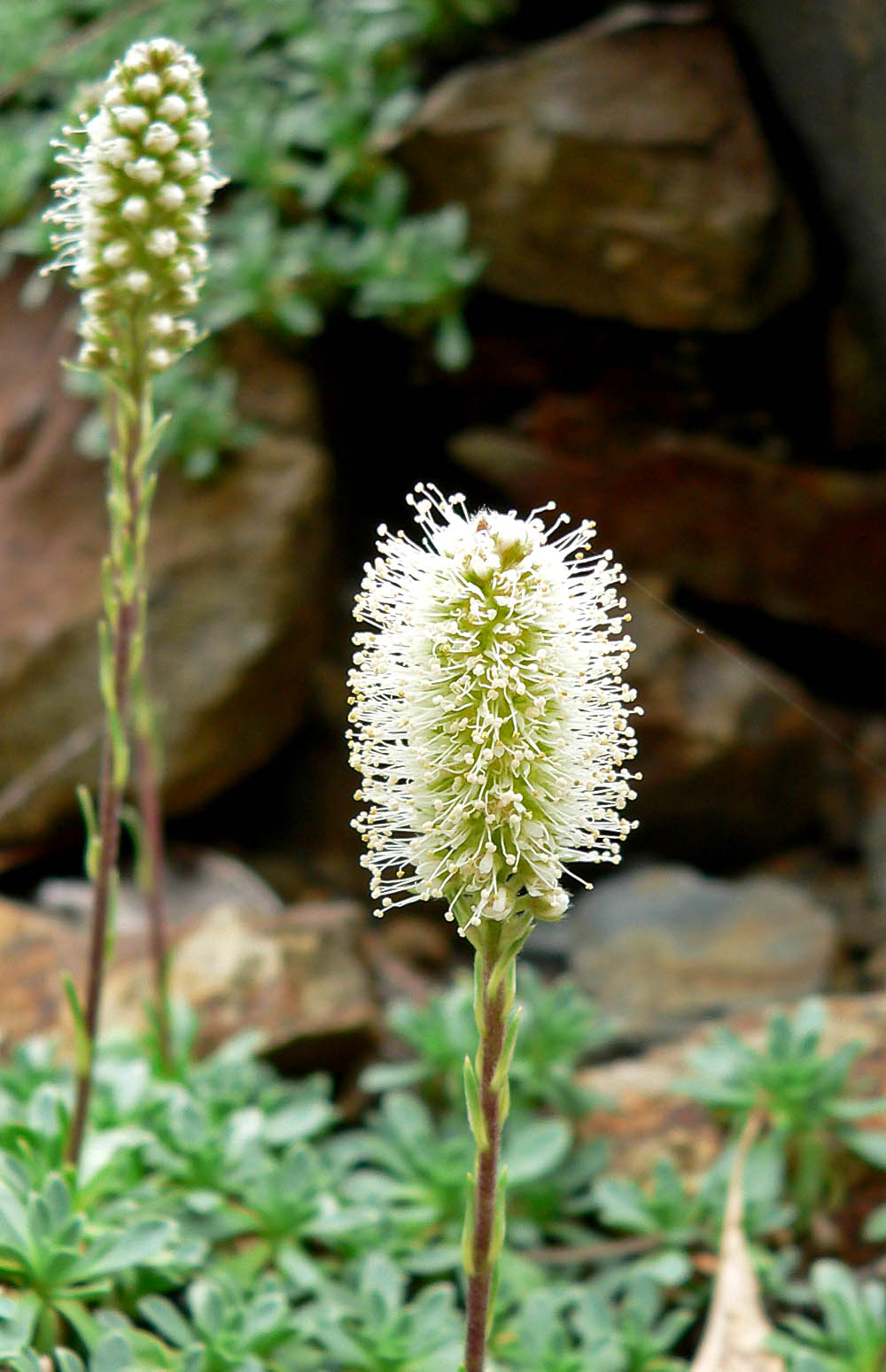